# Scranton (Pensilvânia)
Scranton é uma cidade localizada no Estado americano de Pensilvânia, no Condado de Lackawanna. A sua área é de 65,9 km², sua população é de 76 415 habitantes, e sua densidade populacional é de 1 169,4 hab/km² (segundo o censo americano de 2000). A cidade foi fundada em 1776 e é famosa mundialmente pois é onde se passa a história do seriado norte-americano da NBC The Office, além de ser a cidade natal de Joe Biden, ex-presidente dos Estados Unidos.
O apelido da cidade de "Cidade Elétrica" começou quando as luzes elétricas foram introduzidas em 1880 na Dickson Manufacturing Company. Seis anos depois, os primeiros bondes dos Estados Unidos movidos apenas à eletricidade começaram a operar na cidade. O reverendo David Spencer, um ministro batista local, mais tarde proclamou Scranton como a "Cidade Elétrica".